# Brašnář

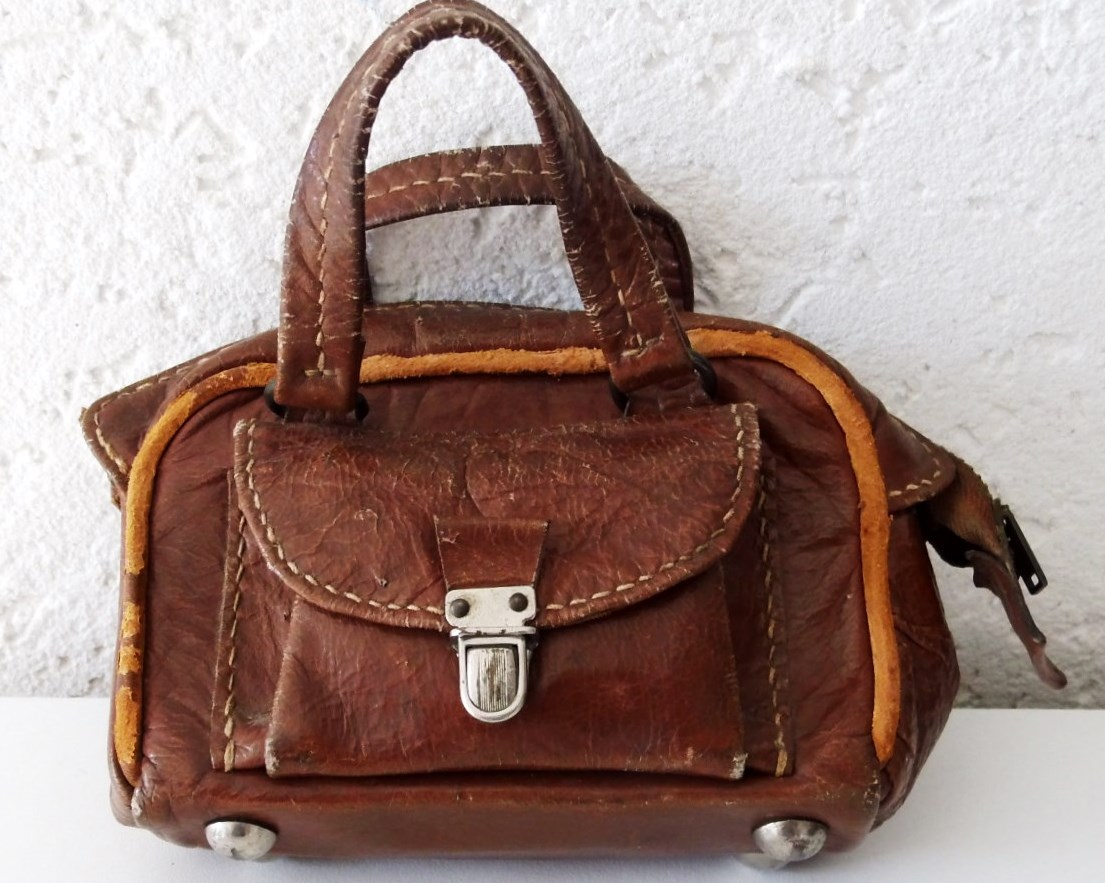
Taška pro panenku. Učňovská práce brašnáře.

Brašnář je řemeslník, který vyrábí kožené tašky, brašny, kufry, aktovky, pouzdra a další. Brašnářské výrobky se dnes vyrábějí i z umělých kůží nebo koženky a obvykle opatřují textilní podšívkou. Podobné řemeslo je řemenář.

## Postupy
Práce na výrobku začíná pokrajováním kůže podle střihu, následuje sešívání připravených dílů, do nichž se zároveň všívá i podšívka. Větší výrobky (kufry, aktovky) mohou být ještě vyztuženy deskami z impregnované lepenky nebo umělé hmoty. V současnosti se šije většinou (sedlářským) šicím strojem, při ručním šití se linie švu nejprve označí ostrým ozubeným kolečkem a otvory se propichují šídlem. Otřepy na otvorech se odstraní nožem. Sešitý výrobek se někdy ještě tvaruje a často opatřuje kovovými sponami, zámky a kováním. Typické zdobení brašnářských výrobků se dělá vytlačováním rýh nebo ornamentů.